# Зарбалик
Зарбалик (кирг. Зарбалык) — село в Кара-Сууском районе Ошской области Кыргызстана. Входит в состав Жоошского айылного аймака.

## География
Село расположено в северо-западной части области, на расстоянии приблизительно 8 километров (по прямой) к юго-юго-востоку от города Кара-Суу, административного центра района. Абсолютная высота — 881 метр над уровнем моря.

## Население
Согласно оценочным данным Национального статистического комитета Кыргызской Республики, численность населения села на начало 2023 года составляла 1969 человек.
| год     | 2009 | 2014 | 2015 | 2020 | 2021 | 2023 |
| ------- | ---- | ---- | ---- | ---- | ---- | ---- |
| человек | 1967 | 1606 | 1786 | 1860 | 1889 | 1969 |